# ポリポジウム
ポリポジウム Polypodium は、寄生性の動物の1つ。幼生がチョウザメ類の卵細胞に寄生し、成体は自由生活を行い、その姿はヒドラに似る。世界で1種、P. hydriforme のみが知られている。

## 概説
この動物はユーラシア大陸西北部と北アメリカのチョウザメ類に寄生する。卵細胞が未熟な段階で侵入し、そこで発達してやがて出芽によって増殖し、時に100個体もが連なった姿となる。産卵時に外に出ると、それらは卵から脱出して、やがて分裂して個々には2.5mm程のヒドラに似た姿となって自由生活する。ただしこの姿から感染に至る経路は確認されていない。
成体の形は触手があって刺胞を持つことから分類上は刺胞動物に含まれるともされるが、諸説あって議論が多い。なお、チョウザメの卵はいわゆる世界三大珍味の一つ、キャビアの原材料であり、それを餌とする本動物は「グルメな寄生虫」とも言われる。本属の動物はただ1種しか知られていないため、以降の記事はその種 P. hydriforme に関するものである。

## 感染の様子
上記のように、本動物はチョウザメ類の卵細胞の内部に寄生するものである。その様子は、例えば北アメリカにおける初記録では以下のように報告されている。
チョウザメの子宮内にある通常の成熟した卵細胞は黒くて球形である。だが、それに混じって存在する寄生された卵細胞はより大きくて灰色を帯びる。そのような寄生卵細胞は吸盤のような構造で子宮膜に付着している。このような卵細胞内には、本動物のストロン段階のものが入っており、それは長さ1mm、太さ0.1mm程度の大きさをしている。
この種による寄生はごく普通に見られ、やはり北アメリカの調査であるが、チョウザメ類の寄生虫の感染率を調べたところ、本種の感染率は100％であった由。ヘラチョウザメの調査でも感染率100％を示した調査が多く、そうでなくても過半数が感染しているとの報告が多い。ただしボルガのチョウザメにおいては感染率が8%という数字も示されている。また、感染しても一腹の卵がすべて感染するというものではなく、ヘラチョウザメでは卵の総数のうちでの感染した卵の率は1%以下で、ヴォルガのチョウザメでも1頭あたりの感染卵数は200-300であった。

## 形態及び生活環

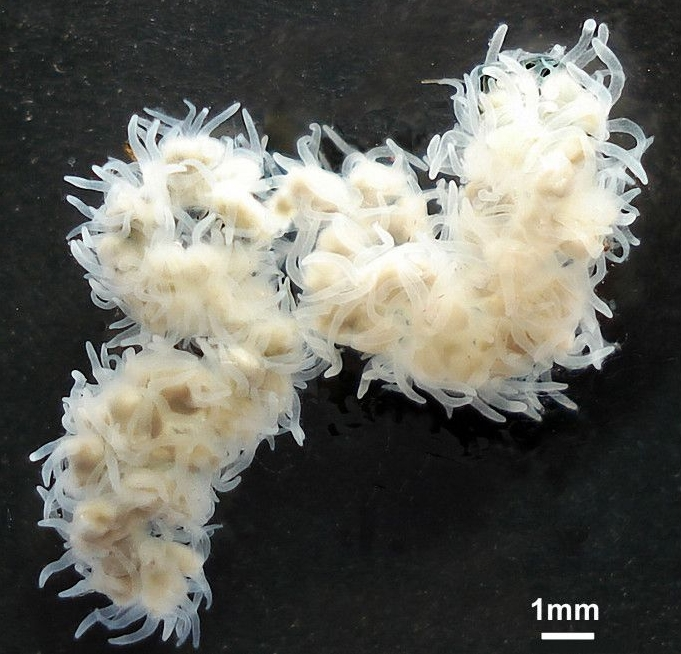
自由生活の成体が分かれる前のストロン

本動物の生活環については完全に明らかにされてはいない。わかっている範囲でこれを示す。
もっともよく研究されているコチョウザメ (A. ruthens)を宿主とした場合では、宿主の卵巣の発達段階と寄生者の発生段階とが密接に繋がっている。最初に発見されるのは産卵直後の6月、卵巣の中でである。まず2核を有する径100㎛の卵細胞として発見されると、7月までには外側を膜に包まれた細胞塊が形成され、これは桑実胚に当たると考えられる。これはほぼ1年かけて発達し、外側の膜は内側の胚と癒合する。卵黄形成が始まる頃には幼生はプラヌラのような姿になり、その大きさは1mmほどになる。この幼生は卵黄形成と共に細長く伸びてストロン型の幼生になる。この幼生は出芽して伸び、9月にはその内側に触手が形成される。9月から冬を通して幼生は卵黄を吸収し、春の産卵の前にストロンでは内外の層が裏返るようにして触手が外側に出る。
産卵によって寄生された卵は健全な卵と共に体外に出る。ここから本種の自由生活が始まる。
春の産卵前に、魚卵の内部でストロンは裏返り、触手や外胚葉が外側に出て、正常な位置関係を作り上げることになる。これは、人為的に採卵が行われた場合にも起こる。産卵によって寄生者のストロンは健康な卵とともに水中に放出され、ここからこの種の自由生活の生活環が始まる。水中に入ると、ストロンは分断し、個々に単独のポリプに分かれる。これはストロンの延長方向に対する分裂によって行われ、触手の数は分裂までに倍増している。口が形成されると、ポリプは活発に摂食活動を行い、ウズムシ類や貧毛類などを飲み込むように食べる。
6月に入ると、ポリプには2種の生殖巣が形成される。最初は雌のそれ、次いで雄のそれ。個々の個体はその片方だけを持つ場合と、両方を持つ雌雄同体の個体がある。
自由生活の本種は淡水性の底生動物として振る舞う。餌を捕らえるには8本ある長く細い感触手(sensory tentacle)を使い、これはまた防衛にも使われる。基質に付着するには4本ある太い保持触手(supporting tentacle)を用い、この触手はまた、この動物が基質上を移動する際にも用いられる。大きさはヒドラ並みだが、ヒドラのような放射相称ではなく、2軸相称の形をしている。その体制はクラゲとポリプの両方の体制の特徴を併せ持つ。傘や感覚器がないことではポリプに似るが、触手で移動し、水中に流されて宿主に到達することが出来る。これは自由生活をしながら横分裂によって無性増殖を繰り返す。成熟後はポリプは死亡する。
総括すると、ポリポジウムの生活環には2つの世代の入れ替わり、世代交代がある。つまる寄生の世代と自由生活の世代である。そのどちらでも無性生殖が行われ、またまた自由生活の世代では有性生殖も可能である。これは刺胞動物に見られるクラゲの世代とポリプの世代の世代交代によく似ている。

### 発生の詳細
若い卵細胞は径100μmで、卵黄形成が始まる前の段階で、この寄生虫は最初に発見される。この時点で寄生者は径20-30μmの単細胞で、この細胞には大きさの異なる2核が含まれる。
光度測定の判断では、小さい方の核は単相で、大きい方は倍数体で400nにも達する。卵細胞が成長するに連れ、大きい方の核は内部に大きな空洞を形成し、小さい方の核は分化した若干の細胞質とともにその中に入る。外側の覆いの部分はTrophamunionと呼ばれる（Tropho-；栄養の／amnion；羊膜）、この膜は厚みが6-10㎛で、卵黄を含んだ卵細胞の細胞質に密着している。この膜の表面は1層の細胞膜からなるが、この膜は多数の突出部を持ち、それらは時に著しく長くなって宿主細胞の細胞質に入り込んでいる。Trophamunion の細胞質には多数の微小管が含まれ、特に核の周囲と外側の表面近くに集中する。またミトコンドリアも多く存在し、それらは管状のクリスタと濃密なマトリックスを含む。クリスタは往々に縦方向に配置し、その形は宿主細胞のものともこの胚の他の部分とも異なっている。またその細胞質には宿主細胞から取り込まれた卵黄の小球が多数含まれる。

## 体制
寄生中のストロン状態では内外二層の細胞からなり、内側が外胚葉、外側が内胚葉である。

## 分布
本種は19世紀末にロシアから発見され、主要な河川で報告され、またルーマニアからも知られている。北アメリカではHoffman(1974)がミシガン州で最初に報告し、またイランからの報告もあり、これらの宿主はチョウザメ属のものである。また北アメリカではヘラチョウザメにも感染することが知られており、この両者に寄生して発見される北アメリカにおける本種の分布域はカナダとアメリカ合衆国に跨がり、太平洋岸からハドソン湾、それに太平洋岸へと流れる河川までにわたる。

## 系統と分類の問題
この動物の分類上の位置については、現在も議論が多い。
その一つはこの動物が刺胞動物（それ以前には腔腸動物）に所属する、との判断である。文献でも表題に「Cnidarian Parasite(刺胞動物の寄生体)」を取ったものが数多くある。これはその形態からの判断であり、特に刺胞を持つことが重視され、古くから定説とされた。例えばLipinは1925年に鉢虫綱 Schyphozoaに含まれるとの判断を出し、あるいはBerrillは1950年に剛クラゲ目 Narcomedusaeの1つとの判断を示していた。他方で刺胞動物ではあるが独立の群、Polypodiozoa とする判断もあった。ただし自由生活の成体の形態を見ると、それは確かに刺胞動物らしく思われるものの、それがクラゲとポリプのどちらに当たるものかははっきりしない。この仮説は20世紀末になされた形態とリボソームRNAの塩基配列に基づく分岐分類的解析でも支持され、この動物は刺胞動物のクレードに収まった。ただしこのときの結果では明らかに刺胞動物ではないセンモウヒラムシもここに収まってしまい、問題があることも明かだった。
もう1つの仮説はこの動物が粘液胞子虫の姉妹群ではないか、というものである。粘液胞子虫とは魚介類に被害を与える病原微生物として発見され、古くは原生動物の胞子虫類とされた。特徴はその胞子に刺胞に似た長い糸の入った袋である極嚢を持つことであり、また単細胞の状態が生活の中心でありながら生殖細胞には複数細胞からなる構造を作る例がある。近年の分子系統から単細胞生物ではあるが後生動物が起源と考えられるようになったものである。この類とポリポジウムが姉妹群をなす、との判断は18s rRNA を用いた分子系統の研究から出された。ただしポリポジウムも粘液胞子虫も、いずれもが18s rRNA の塩基配列が通常より高い塩基置換率を持つことから、ロングブランチアトラクションによって正しい結果が得られない恐れが高いと複数者からの指摘がある。
現時点では刺胞動物に含まれるとする判断が支持されている。この動物が刺胞動物であるとすれば、唯一の細胞内寄生性の刺胞動物ということになる。